# Melchior von Hatzfeldt

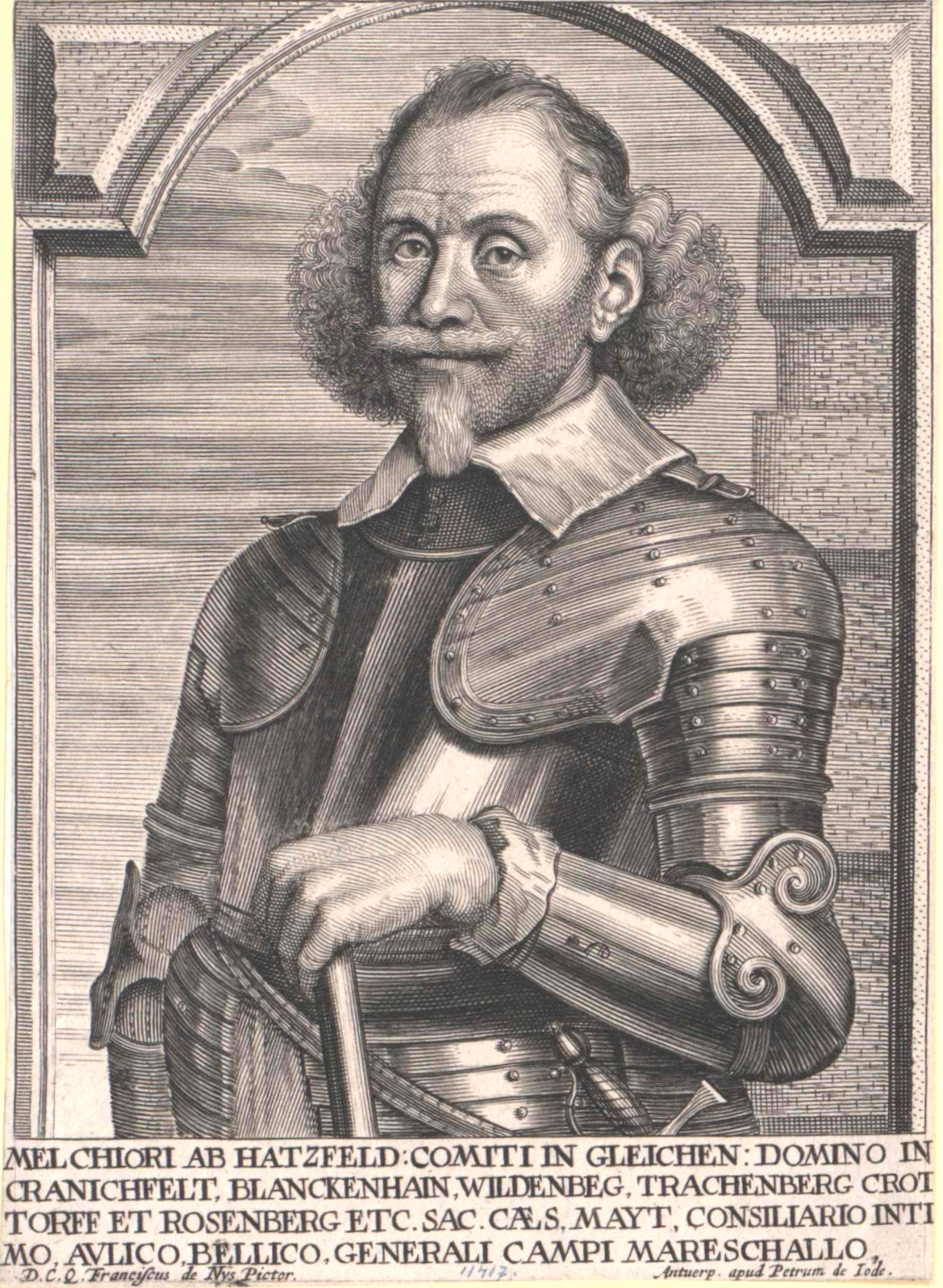
Melchior von Hatzfeldt

Melchior Friedrich Gottfried Graf von Gleichen und Hatzfeldt, Herr zu Trachenberg (* 20. Oktober 1593 auf Schloss Crottorf, Kreis Altenkirchen, Westerwald; † 9. Januar 1658 in Powitzko bei Trachenberg), war ein deutscher kaiserlicher Feldherr im Dreißigjährigen Krieg und Zweiten Nordischen Krieg. Nachdem er unter Albrecht von Wallenstein und Matthias Gallas gedient hatte, war er ab 1639 Oberbefehlshaber eines eigenen Korps in Westfalen. 1645 übernahm er vorübergehend den Befehl über die kaiserliche Hauptarmee, wurde aber in der Schlacht bei Jankau gefangen genommen und beendete im Jahr darauf seine militärische Karriere. Erst 1657 kehrte er im zur Unterstützung Polens geführten Krieg gegen die Schweden nochmals als kaiserlicher Oberbefehlshaber zurück, musste das Kommando aber Ende des Jahres gesundheitsbedingt niederlegen und starb bald darauf.

## Leben und Wirken

### Frühe Karriere
Melchior von Hatzfeldt gehörte der seit dem 13. Jahrhundert in Hessen nachweisbaren Familie von Hatzfeldt an. Er war der zweite von fünf Söhnen des Sebastian von Hatzfeldt (* 13. Dezember 1562; † 10. Dezember 1631) und seiner Ehefrau Lucie von Sickingen (* 1569; † 12. Juli 1603), einer Urenkelin Franz von Sickingens und Enkelin Georg von Frundsbergs. Ursprünglich wie sein jüngerer Bruder Franz von Hatzfeld, der spätere Fürstbischof von Würzburg und Bamberg, für den geistlichen Stand vorgesehen, durchlief er eine geistliche Ausbildung in Fulda, wo er das päpstliche Seminar der Jesuiten besuchte, bis zum Diakon. Nach Studien in Würzburg, seit 1613 in Pont-à-Mousson und Bourges, trat er 1620 als Offizier in das kaiserliche Regiment „Altsachsen“ ein.
Er diente zunächst unter den protestantischen Befehlshabern Julius Heinrich von Sachsen-Lauenburg und Adolf von Holstein-Gottorf und nahm 1623 am Sieg von Stadtlohn teil. Als er 1625 in Wallensteins Armee eintrat, wurde er Oberstleutnant im Regiment von Franz Albrecht von Sachsen-Lauenburg und kämpfte anschließend in Niedersachsen, Ungarn, Dänemark und Mantua. Nach seiner Teilnahme an der Schlacht bei Breitenfeld 1631 stieg er rasch auf, erhielt 1632 sein eigenes Regiment und wurde Oberst, 1633 wurde er zum Feldmarschallleutnant befördert.
Nach der Ermordung Wallensteins im Februar 1634 diente er unter Gallas. In Wallensteins Sturz war er zwar nicht verwickelt; der Tod des Feldherren brachte ihm jedoch manche Vorteile. Die Hinrichtung Hans Ulrich von Schaffgotschs schuf für Melchior die Möglichkeit, die Standesherrschaft Trachenberg, die vorher Lehen des Hingerichteten war, zu gewinnen. Er nahm im Kampf um Regensburg an der Rückeroberung der von den Schweden besetzten Stadt Regensburg teil, wobei er am 5. Juni 1634 bei einem nächtlichen Ausfall der Schweden einen Schuss in die rechte Wange erhielt und ihm „die Kugel im Bein (Kieferknochen) stecken blieb“. Einige Wochen kämpfte er im Kloster Prüll bei Regensburg mit dem Tod. Nach der Genesung in Wien stieß er gegen Ende September 1634 wieder zum Heer, eroberte 1635 Kaiserslautern und wurde zum Feldmarschall und Reichsgrafen von Hatzfeldt ernannt.

### Laufbahn als eigenständiger Befehlshaber

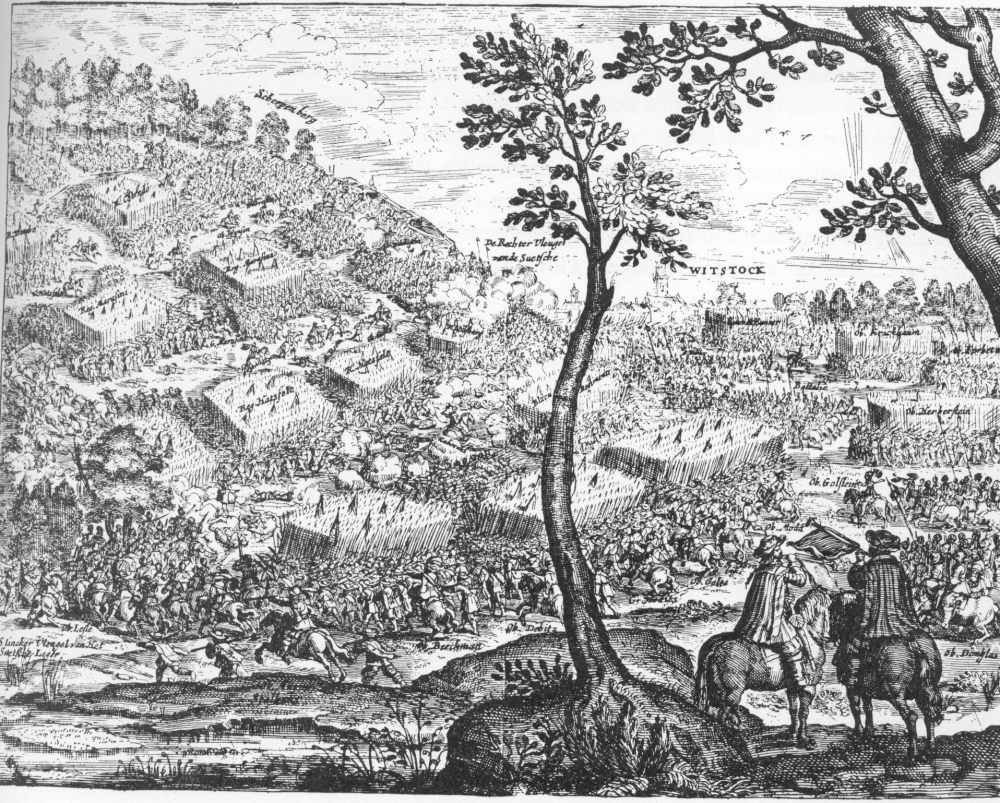
Kupferstich der Schlacht bei Wittstock

Den nach Abschluss des Prager Friedens auf die Seite des Kaisers zurückgekehrten sächsischen Kurfürsten Johann Georg unterstützte Hatzfeld ab Anfang 1636 mit einem kaiserlichen Korps im Kampf gegen die Schweden. Im Mai nahm er die Festung Magdeburg ein, musste aber am 4. Oktober 1636 in der Schlacht bei Wittstock eine Niederlage gegen die Schweden unter Johan Banér hinnehmen. Im nächsten Jahr verstärkt vom kaiserlichen Hauptheer unter Gallas, gelang ein Zurückdrängen der Schweden aus Kursachsen bis an die Ostseeküste. Als 1638 ein mit englischem Geld finanziertes Heer unter dem exilierten pfälzischen Kurprinzen Karl Ludwig in Norddeutschland landete, wurde Hatzfeldt beauftragt, es aufzuhalten. In der Schlacht bei Vlotho besiegte er die Pfälzer entscheidend und nahm Prinz Ruprecht gefangen, den Bruder des Kurprinzen.
Hatzfeldt befehligte danach dauerhaft ein unabhängiges Korps der kaiserlichen Armee, mit dem er vor allem Westfalen gegen Hessen-Kassel verteidigen sollte. Wiederholt wurde er aber auch ins Königreich Böhmen geordert, um der Hauptarmee gegen die Schweden zur Hilfe zu kommen. Zur Abwehr von Banérs Vordringens bis vor Prag Mitte 1639 zog Hatzfeldt nach Böhmen und nahm Anfang 1640 unter Piccolomini am Feldzug teil, der die Schweden erfolgreich aus dem Königreich zurückwarf. 1641 eroberte Hatzfeldt in der Belagerung von Dorsten das wichtigste rechtsrheinische Bollwerk der Hessen am Niederrhein. Anfang 1642 verlor jedoch Guillaume de Lamboy mit seinen kaiserlichen Hilfstruppen für die Spanier in der Schlacht bei Kempen gegen Franzosen und Hessen, weil er die Schlacht annahm, ohne auf Verstärkung durch Hatzfelds Truppen zu warten. Den Rest des Jahres musste Hatzfeldt zusammen mit bayerischen und kurkölnischen Truppen unter Joachim Christian von der Wahl und Johann von Werth den französisch-hessischen Vormarsch eingrenzen.
Als die Hauptarmee Ende 1642 bei Breitenfeld den Schweden unterlag, wurde Hatzfeldt erneut vom Rhein abgerufen. In den Auseinandersetzungen in der Armee zwischen Deutschen und „Welschen“ über die Verantwortung für die Niederlage schlug er sich auf Seite der deutschen Offiziere und weigerte sich, interimsweise den Befehl über die Hauptarmee zu übernehmen. Ende des Jahres 1643 unterstützte er die Bayern unter Franz von Mercy in der Schlacht bei Tuttlingen, in der ein Großteil des französischen Heeres in Gefangenschaft geriet.
Im Jahr 1644 sollte Hatzfeldt den kaiserlichen Feldzug nach Holstein unterstützen, indem er an die Weser zieht und die weiter östlich entlang der Elbe vorrückende Hauptarmee unter Gallas abschirmt. Hatzfeldt verzögerte jedoch den Aufbruch und reagierte ausweichend auf Aufforderungen, sich mit Gallas’ Armee zu vereinen. Im Juni verwies er auf eine Erkrankung und sandte nur 3000 Mann unter Wenzel von Zahrádecký zu Gallas. Im September verstärkte Hatzfeldt wieder die Bayern unter Mercy am Rhein, kam dort aber zu spät an, um den Fall von Philippsburg zu verhindern. Am 21. Oktober erteilte der Kaiser ihm den ersten Marschbefehl nach Sachsen-Anhalt, um die in Bernburg von den Schweden eingeschlossene Hauptarmee zu unterstützen. Trotz immer drängenderer Hilferufe durch Gallas und erneuten Marschbefehlen des Kaisers ließ er sich Zeit, am 2. November war er noch in Würzburg, am 19. November erst bis Haßfurt weitergezogen. Im kaiserlichen Hofkriegsrat in Wien vermuteten Walter Leslie und Heinrich Schlik, dass Hatzfeldt gar nicht vorhabe, sich mit Gallas zu vereinigen und die Ausführung des Befehls bewusst verschleppe.
Trotz seines vorherigen Ungehorsams wurde Hatzfeldt zum Befehlshaber des kaiserlichen Heers bestellt, das Böhmen gegen die Schweden verteidigen sollte. Am 6. März 1645 geriet er in der Schlacht bei Jankau in schwedische Gefangenschaft, konnte aber nach kurzer Zeit ausgetauscht werden. 1646 beendete er seinen Dienst im kaiserlichen Heer.

### Nach dem Westfälischen Frieden
Im Jahr 1657 kam er im Rang eines Generalfeldmarschalls nochmal zum Einsatz, als er 16.000 Mann kaiserlicher Truppen zur Unterstützung des polnischen Königs Johann II. Kasimir gegen Karl Gustav von Schweden führte und Krakau eroberte. Er erwies er sich schon als recht senil, so dass der polnische König seine Abberufung forderte. Im Dezember 1657 wurde er durch Montecuccoli ersetzt. Auf seine schlesischen Güter zurückgekehrt, starb er hier auf dem bei Trachenburg gelegenen Schloss Powitzko bereits nach einem Monat, am 9. Januar 1658. Hatzfeldts Leichnam wurde in Prausnitz bestattet, sein Herz in der Bergkirche in Laudenbach (Weikersheim). In beiden Kirchen errichtete man ihm künstlerisch sehr anspruchsvolle, nahezu identische Tumba-Grabmäler, gefertigt von Achilles Kern.

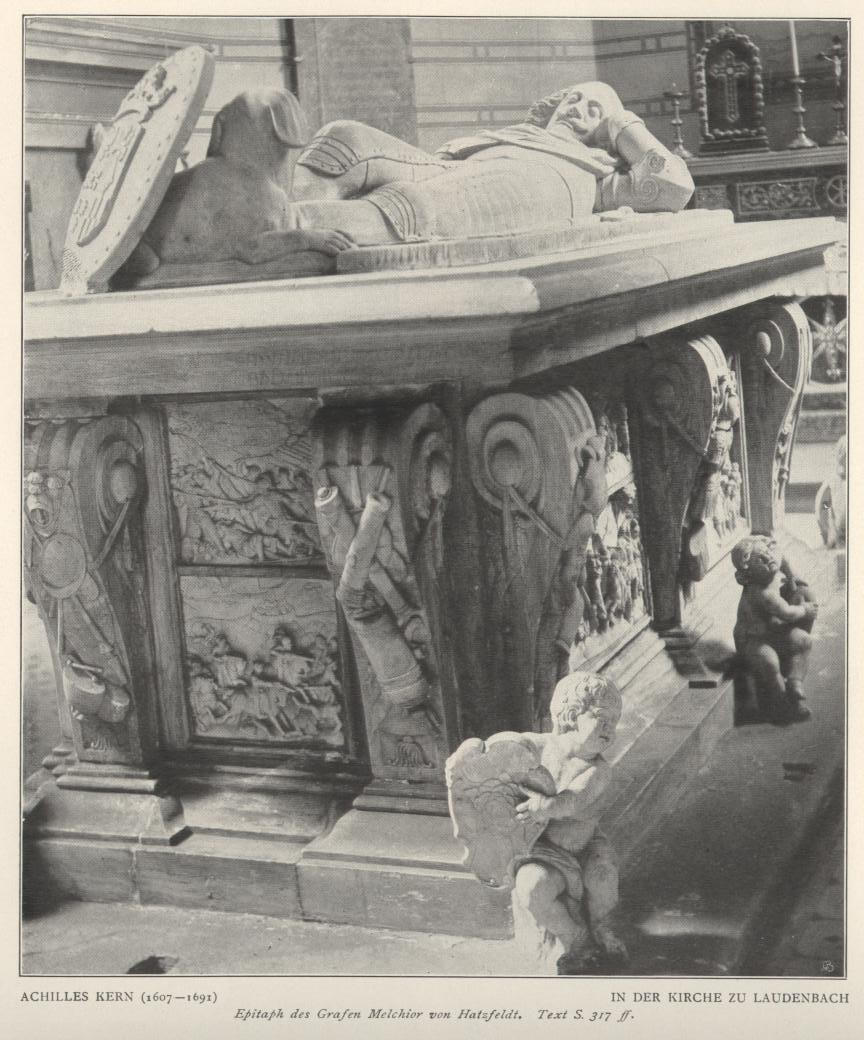
Herzgrabmal in der Bergkirche Laudenbach (Weikersheim)

Als Mensch galt Melchior Graf von Hatzfeldt als rechtschaffen und religiös gemäßigt. Er starb unvermählt und wurde von seinem Bruder Hermann beerbt. Von den Besitzungen seiner Nachfolger ging das schlesische Trachenberg 1945 verloren, aber das von ihm 1641 als Wasserburg errichtete Schloss Crottorf und die Burg Schönstein an der Sieg sind noch immer Eigentum von Nachkommen der Familie.
Der Schriftsteller Grimmelshausen, selbst Teilnehmer der Schlacht bei Wittstock, lässt am Ende des XXIV. Kapitels seines Romans Simplicissimus Hatzfeldt kurz auftreten.

## Familienbesitz
1639 wurden Melchior und sein Bruder Hermann nach dem Heimfall der thüringischen Grafschaft der Grafen von Gleichen an das Erzstift Mainz von diesem mit der Burg Gleichen und der zugehörigen Herrschaft belehnt, zu der auch Blankenhain und die Niederburg Kranichfeld gehörten. Der letzte Graf von Gleichen war 1631 gestorben, die Grafschaft Gleichen wurde daraufhin an verschiedene Hochadelsgeschlechter aufgeteilt. Melchior erhielt jedoch als Nachfolger des letzten Grafen mit dem Titel Graf zu Gleichen 1640 Sitz und Stimme im Wetterauischen Grafenkollegium des Reichsfürstenrats.
Im gleichen Jahr erhielt er Schloss Unterschüpf als kurmainzisches Lehen verliehen, das bis 1794 im Familienbesitz blieb. Nach dem Aussterben der fränkischen Familie von Rosenberg belehnte Brandenburg-Ansbach den Feldmarschall mit der Herrschaft Rosenberg, der Stadt Niederstetten mit dem Schloss Haltenbergstetten (1641–1794 in der Familie Hatzfeld), dem Dorf Waldenhofen und Schloss Waldmannshofen (1641–1886 in der Familie), welches er zum Renaissanceschloss mit barocken Elementen ausbaute.